# Platostoma
Platostoma là một chi thực vật có hoa trong họ Hoa môi (Lamiaceae).

## Các loài
Chi Platostoma gồm khoảng 50 loài:
1. Platostoma africanum P.Beauv - Nhiệt đới châu Phi, nam Ấn Độ, Quần đảo Sunda nhỏ (Indonesia)
2. Platostoma annamense (G.Taylor) A.J.Paton - Cựa gà miền trung, giác hoa trung. Việt Nam, Thái Lan, Campuchia
3. Platostoma axillaris (Benth.) A.J.Paton - Assam
4. Platostoma becquerelii Suddee & A.J.Paton - Campuchia
5. Platostoma borzianum (Chiov.) ined.. - Ethiopia
6. Platostoma calcaratum (Hemsl.) A.J.Paton - Hoa Nam, bắc Đông Dương
7. Platostoma cambodgense Suddee & A.J.Paton - Thủy cẩm Cambôt. Việt Nam, Thái Lan, Campuchia, Lào
8. Platostoma clausum (Merr.) A.J.Paton - Đảo Culion (Philippines)
9. Platostoma cochinchinense (Lour.) A.J.Paton - Long thuyền, cẩm thủy Nam Bộ, thủy cẩm hung, long thuyền hình đầu, cẩm thủy đầu. Hoa Nam, Đông Dương, Java, Sumatra
10. Platostoma coeruleum (R.E.Fr.) A.J.Paton - Angola, Zambia
11. Platostoma coloratum (D.Don) A.J.Paton - Vân Nam, đông Himalaya, bắc Đông Dương
12. Platostoma denticulatum Robyns - Trung Phi, từ Cameroon về phía đông tới Tanzania và về phía nam tới Angola
13. Platostoma dilungense (Lisowski & Mielcarek) A.J.Paton - Zaïre, Tanzania, Zambia, Malawi
14. Platostoma elongatum (Benth.) A.J.Paton - Sri Lanka, nam Ấn Độ
15. Platostoma fastigiatum A.J.Paton & Hedge - Madagascar
16. Platostoma fimbriatum A.J.Paton - Thái Lan
17. Platostoma gabonense A.J.Paton - Cameroon, Gabon, Tanzania
18. Platostoma glomerulatum A.J.Paton & Hedge - Madagascar
19. Platostoma grandiflorum Suddee & A.J.Paton - Thủy cẩm hoa to. Đông Đông Dương
20. Platostoma helenae (Buscal. & Muschl.) ined.. - Mozambique
21. Platostoma hildebrandtii (Vatke) A.J.Paton & Hedge - Kenya, Tanzania
22. Platostoma hispidum (L.) A.J.Paton - Nhân trần, đỉnh đầu. Đông Nam Á, Hoa Nam, Assam, New Guinea
23. Platostoma intermedium A.J.Paton - Thái Lan
24. Platostoma kerrii Suddee & A.J.Paton - Thái Lan, Campuchia
25. Platostoma lanceolatum (Chermsir. ex Murata) A.J.Paton - Thái Lan
26. Platostoma laxiflorum A.J.Paton & Hedge - Madagascar
27. Platostoma leptochilon Robyns - Zaïre
28. Platostoma longicorne (F.Muell.) A.J.Paton - Queensland, New Guinea
29. Platostoma madagascariense (Benth.) A.J.Paton & Hedge - Madagascar
30. Platostoma mekongense Suddee - Thái Lan
31. Platostoma menthoides (L.) A.J.Paton - Sri Lanka, nam Ấn Độ
32. Platostoma montanum (Robyns) A.J.Paton - Zaïre, Tanzania, Rwanda, Burundi
33. Platostoma ocimoides (G.Taylor) A.J.Paton - Thái Lan, Campuchia
34. Platostoma palniense (Mukerjee) A.J.Paton - nam Ấn Độ
35. Platostoma palustre (Blume) A.J.Paton - Thủy cẩm Trung Quốc, thủy cẩm nơi lầy, sương sáo, thạch đen. Đông Nam Á, Hoa Nam, Assam, Bangladesh, New Guinea
36. Platostoma rotundifolium (Briq.) A.J.Paton - nhiệt đới và miền nam châu Phi
37. Platostoma rubrum Suddee & A.J.Paton - Thái Lan, Lào
38. Platostoma siamense (Murata) A.J.Paton - Thái Lan
39. Platostoma stoloniferum (G.Taylor) A.J.Paton - Cựa gà bò, giác hoa có chồi. Thái Lan, Lào, Việt Nam
40. Platostoma strictum (Hiern) A.J.Paton - Zaïre, Angola, Zambia, Malawi
41. Platostoma taylorii Suddee & A.J.Paton - Thái Lan, Campuchia
42. Platostoma tectum A.J.Paton - Thái Lan, Campuchia, Lào
43. Platostoma tenellum (Benth.) A.J.Paton & Hedge - Madagascar
44. Platostoma thymifolium (Benth.) A.J.Paton & Hedge - Madagascar
45. Platostoma tridechii Suddee - Thái Lan
46. Platostoma verbenifolium (Watt ex Mukerjee) A.J.Paton - Assam, Bangladesh, Arunachal Pradesh, Myanma